# 埃布罗河畔莫拉
埃布羅河畔莫拉（西班牙語：Mora de Ebro）是西班牙加泰罗尼亚塔拉戈纳省的一个市镇。总面积45平方公里，总人口4612人（2001年），人口密度102人/平方公里。